# 鈴木九萬

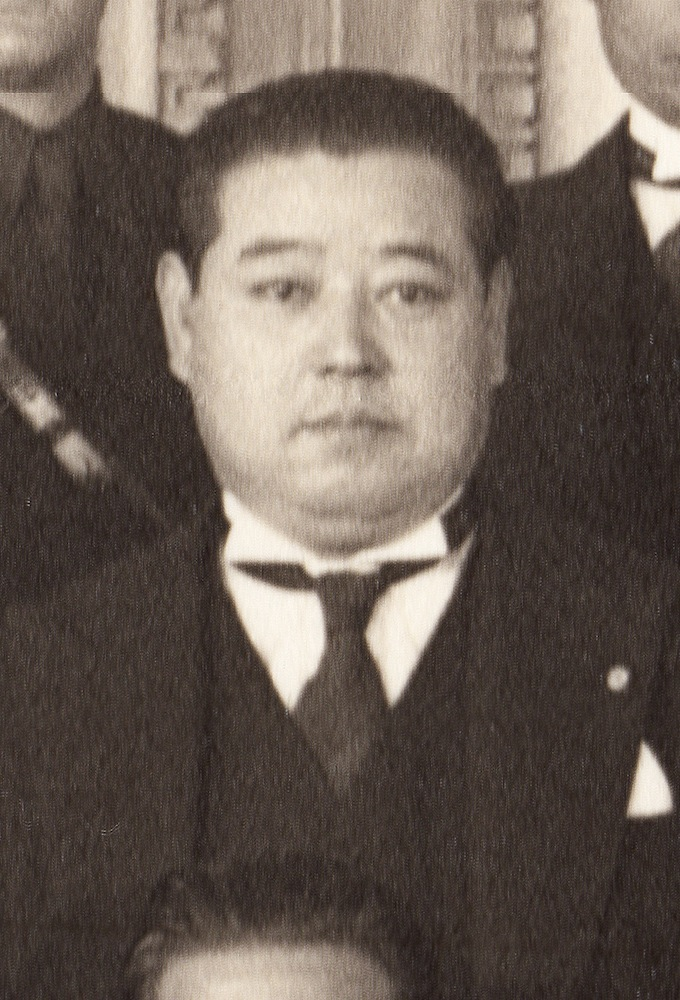
鈴木九萬

鈴木 九萬（すずき ただかつ、1895年4月27日 - 1987年4月4日）は、日本の外交官。

## 経歴・人物
茨城県出身。第一高等学校及び東京帝国大学卒業後、外務省に入省した。
国立国会図書館に終戦連絡横浜事務局長時代の史資料436点が所蔵されている。
- 1914年（大正3年）3月 - 茨城県立太田中学校（現在の茨城県立太田第一高等学校）卒業
- 1921年（大正11年） - 外務省入省、外交官補、在フランス大使館勤務
- 1923年（大正13年） - 国際連盟事務局事務官
- 1926年（大正15年） - 三等書記官
- 1927年（昭和2年） - 欧米局第二課
- 1931年（昭和7年） - 在フランス大使館勤務
- 1932年（昭和8年） - 二等書記官
- 1935年（昭和10年） - 一等書記官
- 1936年（昭和11年） - 駐エチオピア公使館勤務
- 1937年（昭和12年） - 儀典課長
- 1940年（昭和15年） - 駐エジプト特命全権公使
- 1942年（昭和17年） - 敵国居留民関係事務室長
- 1945年（昭和20年）
  - 参事官
  - 終戦連絡地方事務局連絡官・横浜事務局長
- 1948年（昭和23年） - 横浜連絡調整事務局長
- 1952年（昭和27年） - 日本ユネスコ国内委員会事務総長
- 1955年（昭和30年） - 駐オーストラリア特命全権大使
- 1959年（昭和34年） - 駐イタリア特命全権大使

## 逸話
- 敗戦直後の1945年9月、終戦連絡横浜事務局長を務めていた鈴木は、連合軍の軍票発行を懸念した重光葵外務大臣の命を受け、直接連合軍総司令部（GHQ）と折衝を行うなど、軍票発行による通貨主権喪失を阻止した[3]（三布告）。
- ロバート・アイケルバーガー合衆国陸軍第8軍司令官との折衝のなかで、吉田茂首相が米国による日本の警察予備隊創設構想について同意している旨を伝えた[4][5]。

## 栄典
勲章
- 1943年（昭和18年）10月9日 - 勲三等瑞宝章[6]

外国勲章佩用允許
- 1942年（昭和17年）12月28日 - ルーマニア国：グラン・オフィシエ・クーロンヌ勲章[7]

## 主な著作
- 『終戦から講和まで 日本外交史 26』（監修、鹿島平和究研所編、鹿島研究所出版会、1973年）のち新版
- 『現代史を語る 6 鈴木九萬 内政史研究会談話速記録』（天川晃監修、現代史料出版、2008年）。元は1974年に行った